# Artemisia lactiflora
Artemisia lactiflora es una especie de arbusto del género Artemisia, que se distribuye por el oeste de China. 

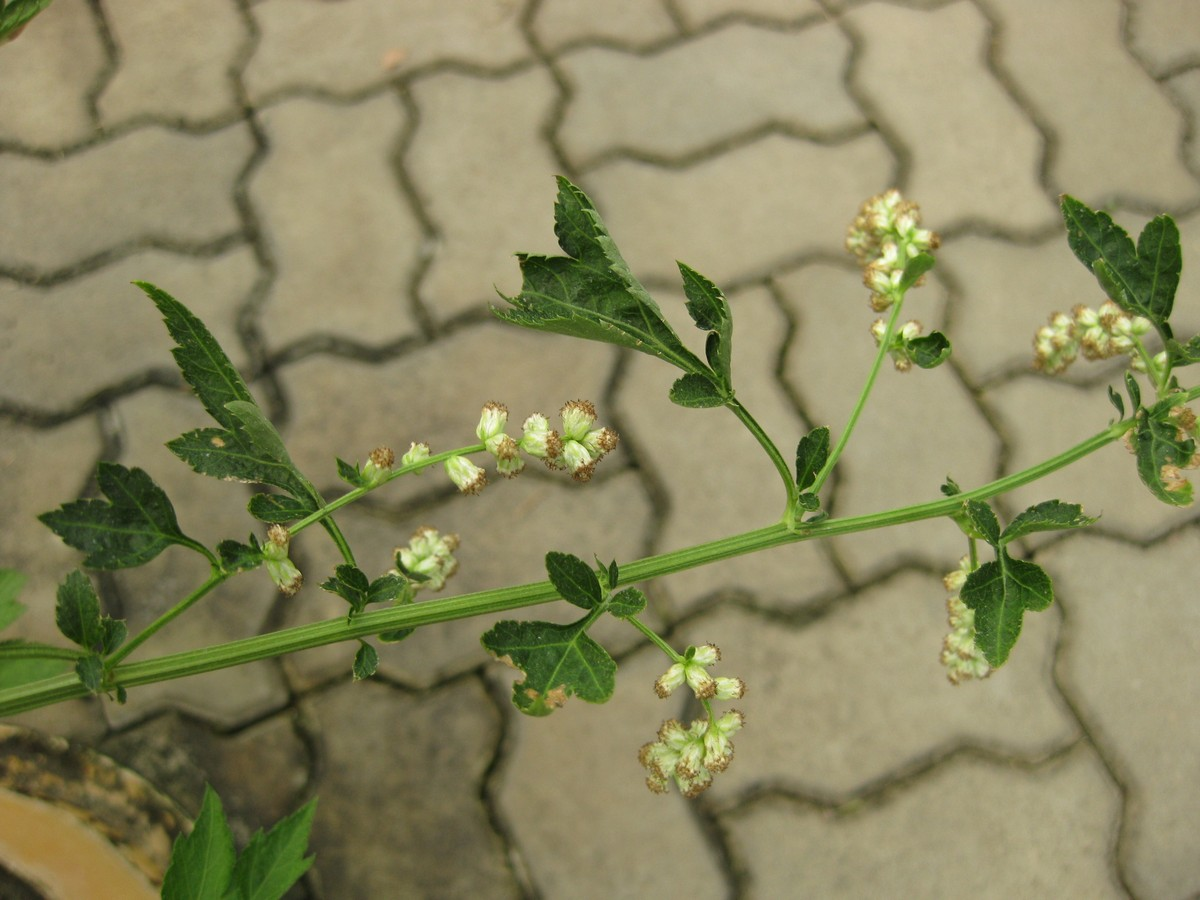
Inflorescencia

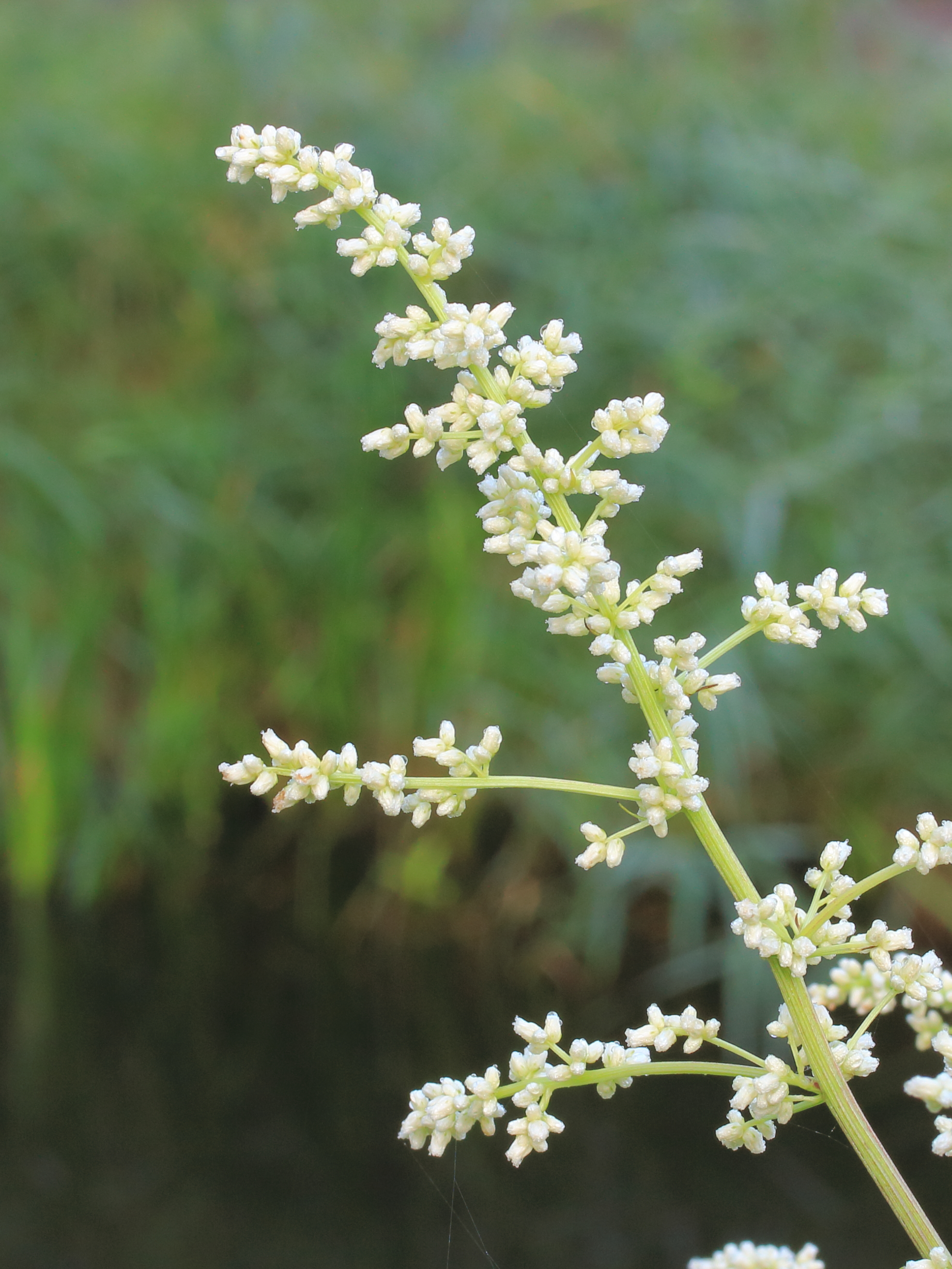
Inflorescencia

## Descripción
Se trata de una planta vigorosa de formación en grupo herbáceo perenne que crece hasta 1,5 m de altura, Las inflorescencias de cabezas de flores de color blanco cremoso aparecen en el verano y el otoño con las hojas de color verde oscuro por encima. Esta es la artemisia única que se cultiva tanto por sus flores como por su follaje. Las plantas cultivadas en suelos secos pobres son más resistentes y duran más que las cultivadas en suelo rico y húmedo.
Esta planta se ha ganado el Premio al Mérito Garden de la Royal Horticultural Society.

## Taxonomía
Artemisia lactiflora fue descrita por Wall. ex DC. y publicado en Prodromus Systematis Naturalis Regni Vegetabilis 6: 115. 1837[1838].
Etimología
Hay dos teorías en la etimología de Artemisia: según la primera, debe su nombre a Artemisa, hermana gemela de Apolo y diosa griega de la caza y de las virtudes curativas, especialmente de los embarazos y los partos . según la segunda teoría, el género fue otorgado en honor a Artemisia II, hermana y mujer de Mausolo, rey de la Caria, 353-352 a. C., que reinó después de la muerte del soberano. En su homenaje se erigió el Mausoleo de Halicarnaso, una de las siete maravillas del mundo. Era experta en botánica y en medicina.
lactiflora: epíteto latino que significa "flor lechosa.
Sinonimia
- Artemisia lactiflora var. incisa (Pamp.) Ling & Y.R.Ling
- Artemisia lactiflora f. incisa Pamp.
- Artemisia lactiflora var. taibaishanensis X.D.Cui
- Artemisia septemlobata H.Lév. & Vaniot[7]